# ماجد القصبي
ماجد بن عبد الله بن عثمان القصبي (25 رجب 1379 / 24 يناير 1960)، وزير التجارة في السعودية منذ مايو 2016، ووزير الإعلام المكلّف من 25 فبراير 2020 إلى 5 مارس 2023، وعضو مجلس الشؤون الاقتصادية والتنمية. تقلّد مناصب عدة خلال مسيرته العملية، منها عَمَلُه مستشارًا بديوان ولي العهد من 2010 إلى 2011، ورئيسًا للشؤون الخاصة لولي العهد من عام 2011 حتى 2014، ومستشارًا بديوان ولي العهد في عام 2014.
تولى الدكتور ماجد القصبي أربع وزارات منذ عام 2015، بدأها بوزارة الشؤون الاجتماعية، ثم وزارة التجارة والاستثمار (وزارة التجارة حاليًا) في عام 2016، التي كُلّف معها بوزارة الشؤون البلدية والقروية (وزارة الشؤون البلدية والقروية والإسكان حاليًا) في ديسمبر 2018 حتى فبراير 2020، ثم كُلّف بوزارة الإعلام منذ فبراير 2020 حتى مارس 2023 إضافة إلى ترأسه وزارة التجارة. كما كُلّف برئاسة وعضوية العديد من اللجان والمجالس تحت مظلة مجلسي الشؤون السياسية والأمنية والشؤون الاقتصادية والتنمية.
وعلى مدى نحو سبع سنوات من صدور قرار تعيين القصبي وزيرًا، أُطلقت مشاريع ومبادرات وخدمات رقمية أسهمت في تقدم بيئة الأعمال في السعودية بحسب المؤشرات العالمية، منها: تحقيق المرتبة الأولى في سهولة ممارسة الأعمال، وتقدُّم الدولة من المرتبة 141 إلى المرتبة 38 في مؤشر بدء وممارسة العمل التجاري، في التقرير الصادر عن البنك الدولي عام 2019.

## نشأته وتعليمه
ولد ماجد القصبي عام 1960 في مدينة جدة، وتربى على يد أبيه رجل الأعمال والإعلامي عبد الله بن عثمان القصبي، وله شقيق واحد هو أسامة، وثلاث شقيقات، هنّ: هند، ومنى، ومي، وهو متزوج ولديه أربعة أبناء.
تلقى تعليمه من الابتدائي حتى الثانوي في جدة، وحصل على المرتبة السابعة على مستوى السعودية في شهادة الثانوية العامة، والطالب المثالي في مدارس الثغر النموذجية بجدة عام 1977، ثم انتقل إلى الدراسة في جامعة بورتلاند الأمريكية عام 1981، وحصل منها على بكالوريوس الإدارة المدنية بمرتبة الشرف، ونال الماجستير في الإدارة المدنية بمرتبة الشرف من جامعة بيركلي الأمريكية في 1982، وكذلك درس ماجستير الإدارة الهندسية في جامعة ميسوري الأمريكية عام 1983. وفي عام 1985، حصل على الدكتوراه في الإدارة الهندسية بمرتبة شرف من جامعة ميسوري، وشهادة (Professional Degree) من ذات الجامعة عام 2002، كما حاز على جائزة (wall street journal).

## حياته العملية
بدأ الدكتور ماجد القصبي حياته العملية مع والده في مؤسسة «كرا» كمدير لمشاريع المؤسسة، وفي عام 1987، عمل أستاذًا مساعدًا في قسم الهندسة الصناعية بكلية الهندسة بجامعة الملك عبد العزيز في جدة وذلك حتى عام 1998، إضافةً إلى عمله مديرًا عامًا لمؤسسة كرا للتجارة والصناعة والمقاولات (1986 – 1997).
وفي عام 1998، عُيّن أمينًا عامًا للغرفة التجارية الصناعية بجدة، والمشرف على تنفيذ مهرجان «جدة غير» في منتدى جدة الاقتصادي حتى عام 2002، ومديرًا عامًا لمؤسسة سلطان بن عبد العزيز آل سعود الخيرية منذ عام 2002 حتى 2013.
صدر أمر ملكي عام 2010 بتعيين القصبي مستشارًا بديوان ولي العهد بالمرتبة الممتازة، وفي العام الذي يليه عُين رئيسًا للشؤون الخاصة لولي العهد بمرتبة وزير، وفي 2014 عُين مستشارًا بديوان ولي العهد بمرتبة وزير.
وفي عام 2015، صدر أمر ملكي بتعيينه وزيرًا للشؤون الاجتماعية، ثم وزيرًا للتجارة عام 2016. وفي 27 ديسمبر 2018 أمر العاهل السعودي بتعينه وزيرًا مكلّفًا لوزارة للشؤون البلدية والقروية (وزارة الشؤون البلدية والقروية والإسكان حاليًّا)، إضافة إلى عمله في وزارة التجارة، وظلّ يرأس الوزارتين حتى صدر أمر ملكي في 25 فبراير 2020، بإنهاء تكليفه في وزارة الشؤون البلدية والقروية، وتعيينه وزيرًا مكلّفًا بوزارة الإعلام، إضافةً إلى عمله وزيرًا للتجارة.

## مراحل عمله وزيرًا
شهدت كل من: وزارة الشؤون الاجتماعية ووزارة التجارة ووزارة الشؤون البلدية والقروية ووزارة الإعلام، خلال تولي الدكتور ماجد القصبي إدارة مهامها، تدشين وإطلاق مجموعة من المشاريع والمبادرات.

### وزارة الشؤون الاجتماعية
في عام 2015 الذي تسلَّم فيه القصبي حقيبة وزارة الشؤون الاجتماعية، أعلنت الوزارة عن تأسيس سجل وطني للمعوقين، ومراصد اجتماعية، وربط تقني للوزارة، إضافة إلى إطلاق مشروع تصنيف وحوكمة شفافية الجمعيات الخيرية، وافتتاح مقر لجنة تراحم في محافظة جدة. كما أُطلق المركز الوطني للدراسات والبحوث الاجتماعية، بهدف إجراء الدراسات والبحوث الاجتماعية عن القضايا والظواهر والمشكلات الاجتماعية في السعودية، واقتراح التوصيات والحلول المناسبة لها، إضافة على افتتاح الملتقى السابع لجمعيات الزواج في السعودية.
كما أصدرت وزارة الشؤون الاجتماعية في ذلك الوقت، قرارًا بإنشاء مجلس تنسيقي لجمعيات المكفوفين، وإطلاق النظام الجديد للجمعيات والمؤسسات الأهلية، وتدشين مشروع «إدامة» لتنظيم أدوات العمل التطوعي وضبط أدائه والارتقاء به.

### وزارة التجارة
خلال تولي الدكتور ماجد القصبي لوزارة التجارة في مايو 2016، وصل عدد الخدمات الرقمية الجديدة التي أصبحت تقدمها الوزارة عبر موقعها الرسمي إلى نحو 76 خدمة، إضافة إلى إطلاق مشاريع تواكب رؤية السعودية 2030، منها: مركز للتجارة الإلكترونية، وكالة متخصصة بخدمة العملاء، وكالة للتخطيط والتطوير لتوفير أفضل الحلول المبتكرة والتقنية، منصة «معروف» لتحفيز أنشطة التجارة الإلكترونية وتطويرها وحفظ حقوق التاجر والمستهلك. وفي 14 رجب 1440، أطلقت الوزارة الدليل الشامل لحقوق المستهلك، المؤلف من أكثر من 50 حقًا في ستة فصول، بوصفه مرجعًا شاملًا لجميع حقوق وواجبات المستهلك، إضافة إلى إطلاق دليل «التاجر» الذي يمثل أنظمة وخدمات العمل التجاري.
كما عملت وزارة التجارة على تحديث الأنظمة التجارية بالسعودية واستحداث سلسلة من الأنظمة الجديدة والتي مر زمن طويل على إقرارها لتواكب المتغيرات المتسارعة في الأسواق المحلية والعالمية منها: نظام مكافحة التستر، نظام الامتياز التجاري، نظام فحص ومعايرة مضخات الوقود الإلكتروني، إضافة إلى تحسين البيئة التجارية من خلال إطلاق مجلس التجارة الإلكترونية.
وتشمل المبادرات والمشاريع التي دشنها القصبي في وزارة التجارة: مبادرة إنشاء برنامج لتطوير التجارة الإلكترونية، مبادرة معالجة التستر التجاري، تحفيز رواد الأعمال لدخول قطاع التجزئة، تمكين الموارد البشرية وتعزيز الارتباط المهني، رفع وعي المستهلك والتاجر، مبادرة تطوير نماذج العمل التشاركي في قطاع التجزئة، مبادرة تطوير ورفع مستوى المتاجر المحلية ونقلها للأسواق العالمية، التحول الرقمي لمنظومة التجارة، مبادرة تطبيق الحلول التقنية في متاجر التجزئة، مبادرة تطوير ورفع جودة المتاجر في قطاع التجزئة، تأهيل المواطنين للعمل في التجزئة والوظائف الإدارية فيها. كما ضمت تلك المبادرات أيضًا: مبادرة أنظمة ولوائح لقطاع التجارة، إطلاق وتشغيل مركز استدعاء المنتجات المعيبة، وضع وتفعيل إطار لتحفيز الشركات الكبرى لتطبيق المعايير الوطنية للاستدامة، مبادرة تطوير منظومة اللجان شبه القضائية ولجان الأوراق التجارية، مبادرة ممكنات تطبيق نظام الرهن التجاري، تطوير تجربة العميل، مبادرة تطوير الممارسات التجارية المناسبة، مبادرة دعم احتياجات مجتمع الأعمال التجارية من خلال تمكين السياسات والقوانين، مبادرة إنفاذ حقوق المستهلك.
وقد دشنت الوزارة مبادرات وخدمات خاصة بكبار السن، ومبادرات وخدمات خاصة بالنساء لتمكين دور المرأة في المجتمع ومشاركتها في مختلف مناحي الحياة الاقتصادية، منها: إنشاء مراكز أعمال للسيدات تتميز بتطبيق مفهوم الموظفة الشاملة، تمكين المرأة من بدء النشاط التجاري بسهولة بعد إلغاء شرط موافقة ولي الأمر، المساواة في الإجراءات بين الرجل والمرأة، إضافة إلى مبادرات وخدمات خاصة بالشباب، منها: توفير حلول مالية محفزة لرواد الأعمال والمنشآت الصغيرة والمتوسطة ورأس المال الجريء، وإطلاق مراكز دعم المنشآت التي توفر منظومة خدمات متكاملة في التدريب والاستشارات والإرشاد وخدمات تطوير الأعمال والعرض على المستثمر، إلى جانب تدشين مجمعات ريادة الأعمال التي توفر مساحات عمل مشتركة وحاضنات ومسرعات وخدمات تدريب وإرشاد، وكذلك إطلاق مراكز ذكاء تساهم في تمكين المنشآت ورأس المال البشري بعلوم البيانات والذكاء الاصطناعي، إضافة إلى مبادرات وخدمات الخاصة بذوي الإعاقة.
حققت وزارة التجارة جوائز عدة، أبرزها: فوزها بشهادة الاعتراف بالتميز "Recognised For Excellence 4 Stars"، كأول جهة حكومية في السعودية تُمنح هذه الشهادة من المنظمة الأوروبية لإدارة الجودة (EFQM)، وذلك نتيجة تبني عدد من المواصفات العالمية، والتزامها بمعايير التميز المؤسسي، لتكون الوزارة بذلك ضمن أربع جهات حكومية من «المنظمات المقيَّمة» حصلت على هذه الشهادة حول العالم.
كما حصدت الوزارة خلال عام واحد مجموعة من الجوائز العربية لتسهيلها ممارسة الأعمال، منها:
- أفضل وزارة عربية: حققت وزارة التجارة جائزة التميز الحكومي العربي من بين أكثر من 5,000 مشاركة حكومية عربية، بسبب حوكمة أدائها لتحقيق الأهداف والاستراتيجيات المرتبطة برؤية 2030، وتبنيها مفاهيم الابتكار والتطوير.
- «أسس شركتك» أفضل خدمة حكومية: وهي جائزة نالتها الوزارة كأفضل خدمة حكومية على مستوى العالم العربي، حيث تمكن هذه الخدمة من التأسيس الإلكتروني للشركات خلال 30 دقيقة بعد أتمتة جميع الإجراءات.[31]

وفي عام 2019 تسلَّمت وزارة التجارة ستة اعتمادات قياسية عالمية (ISO & BSI) بعد تطبيق الوزارة مواصفات: نظام الإدارة البيئية، نظام إدارة الجودة، نظام المسؤولية الاجتماعية، نظام الصحة والسلامة المهنية، نظام إدارة المعرفة، نظام الإدارة الأمنية، لتصبح أول جهة حكومية سعودية تحصل على شهادات إدارة المعرفة وإدارة الأمن، إضافة إلى جمعها بين اعتمادات الأنظمة المتكاملة (IMS) للجودة والصحة والسلامة والبيئة معًا. وفي عام 2021 نالت الوزارة جائزة رواد التسويق للمرة الرابعة عن الحملة التوعوية لمكافحة التستر (#يبدأ_وينتهيبك)، المخصصة للتوعية بالآثار السلبية لظاهرة التستر على الاقتصاد الوطني وأضراره على الفرد والمجتمع، محققة المركز الأول في مسار المنظمات الحكومية، بعد أن انتهجت أسلوبًا مبتكرًا يعتمد على عنصر التجارب الاجتماعية علاوة على الحملات المعتادة للجهات والمنظمات الحكومية. وفي ظل ترؤس ماجد القصبي لوزارة التجارة، تحقق تقدم في التحول الرقمي لتعاملات الوزارة، وتحديدًا في تصنيف التعاملات، ضمن الفئة البلاتينية في مؤشر نضج الخدمات الحكومية الرقمية، حيث جاء تقييم الوزارة ضمن أفضل 15 جهة حكومية، لوصول 117 خدمة من خدماتها الـ121 إلى أعلى مستويات النضج الرقمي.

### وزارة الشؤون البلدية والقروية
خلال تكليف الوزير ماجد القصبي بوزارة الشؤون البلدية والقروية (وزارة الشؤون البلدية والقروية والإسكان حاليًا)، أعلنت الوزارة عن إنشاء وحدة تنظيمية باسم «المركز البلدي للتحول الرقمي»، وذلك لتوحيد الأعمال الرقمية والتقنية بالقطاع البلدي، وتدشين خدمة إصدار التراخيص التجارية البلدية إلكترونيًا لجميع الأمانات على مستوى السعودية، وتدشين فعاليات ملتقى الاستثمار البلدي «فرص»، واعتماد وتسهيل وتطوير 12 اشتراطًا فنيًّا تابعة لوكالة الشؤون الفنية بالوزارة، وتوقيع سبعة عقود استثمارية بإجمالي عوائد تتجاوز 1.6 مليار ريال، وذلك ضمن جهود القطاع البلدي في ظل برامج رؤية السعودية 2030 الهادفة لرفع مساهمة القطاع الخاص في تنمية المدن السعودية.
وفي 2019، أُطلقت مبادرة «فوري بلس»، التي تتيح الحصول على رخص بناء المنشآت التجارية فوريًّا وبإجراءات إلكترونية، بعد أن كانت تستغرق عامًا كاملًا، وذلك بعد ربط المكاتب الهندسية بأكثر من تسع جهات معنية. وفي 13 ديسمبر 2019، أعلنت الوزارة جاهزية الضوابط اللازمة لإصدار الموافقة للسماح للأنشطة التجارية بالعمل لمدة 24 ساعة في اليوم. كما دشنت الوزارة خدمة التفويض البلدي إلكترونيًا لتوثّق عمليات تفويض المنشآت إلكترونيًا، وصدور لائحة التصرف بالعقارات البلدية بصيغتها الجديدة، التي تحكم آليات استثمار البلديات في عقاراتها لتتواكب مع مضامين رؤية 2030 والمتغيرات الاقتصادية في السعودية.
وفي استفتاء طرحه الدكتور ماجد القصبي على حسابه في تويتر، خلال توليه وزارة الشؤون البلدية والقروية، جاء فيه «إذا ما كنت وزيرًا للتجارة والاستثمار أو وزيرًا للشؤون البلدية والقروية، ما هي القرارات التي ستتخذها؟» بدأت بعدها الوزارة بتنفيذ 16 محورًا تشمل: تطوير الأمانات، الجانب الإداري، الرقابة والبلاغات، أعمال النظافة، أعمال التشجير، تخطيط المدن، أعمال الطرق، أعمال المقاولات، بنية تحتية، أفكار مبتكرة، المجالس البلدية، أتمته الإجراءات، الرخص البلدية، عمل المرأة، أعمال تطوعية، محطات الوقود.

### وزارة الإعلام
تقدمت وزارة الإعلام منذ فبراير 2020، في مجالات متعددة، منها: تحسين أداء الأعمال في قطاع الأنشطة الإعلامية عبر دليل المستثمر للتراخيص الإعلامية، وأطلق مركز التواصل الحكومي في الوزارة باكورة إنتاجه من الأفلام الوثائقية وهو فيلم «مرحلة صعبة»، الذي فاز بجائزة «دولفين» الفضية التي يقدمها «مهرجان كان للإعلام المؤسسي والتلفزيوني» عن فئة الأفلام الوثائقية على شبكة الإنترنت.
كما أطلقت الوزارة مبادرات عدة، أبرزها: مبادرة إنتاج مكتبة مرئية ضخمة تعزّز القيم الوطنية باسم «كنوز السعودية»، حيث أعلن مركز التواصل الحكومي في الوزارة عن الفيلم الوثائقي العلمي «جرعة أمل»، وخلال جائحة فيروس كورونا المستجد (كوفيد – 19)، وجه القصبي بإطلاق العمل في قناة "ذكريات" لعرض روائع فن الزمن القديم، الذي بدأ أواخر السبعينات حتى بداية الألفية الثالثة، وتعرض القناة أكثر البرامج والمسلسلات التي أسهمت في صناعة جيل الثمانينات والتسعينات. ومن المبادرات التي أعلنت عنها الوزارة أيضًا: مبادرة تحدي اكتشاف الأخبار الزائفة في وسائل الإعلام ومواقع التواصل الاجتماعي والمنصات الرقمية، والحد من انتشارها، وهي مبادرة موجهة للإعلاميين والأكاديميين، إلى جانب الباحثين في مجالات الإعلام المتنوعة، وطلاب الجامعات في التخصصات التقنية والإعلامية.